# Bradypodidium bradyporum
Bradypodidium bradyporum är en skalbaggsart som beskrevs av Antoine Boucomont 1928. Bradypodidium bradyporum ingår i släktet Bradypodidium och familjen bladhorningar. Inga underarter finns listade.